# .xyz
نطاق الإنترنت العام دوت أكس واي زي أو دوت أكس واي زد (.xyz) هو نطاق مستوى أعلى. اقترح هذا النطاق في آيكان.

## الاستخدام
يعد موقع شركة ألفابت المالكة لجوجل أبرز المواقع المستخدمة لهذا النطاق.